# Ermita de la Virgen de los Remedios (Vélez-Málaga)

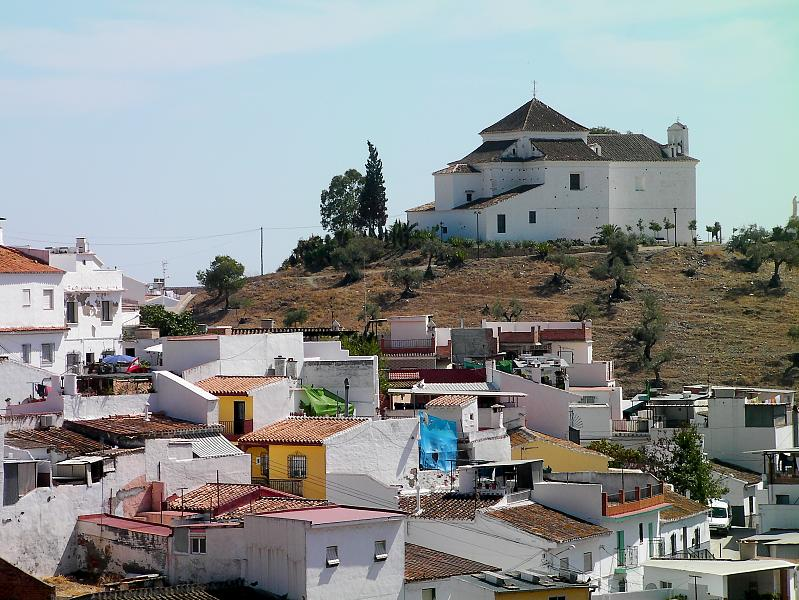
Vista de la ermita

La ermita de la Virgen de los Remedios es una ermita del municipio español de Vélez-Málaga, ubicada en el Cerro de San Cristóbal y en ella se encuentra la imagen de la patrona de Vélez, Nuestra Señora de los Remedios. Además, Esta ermita cuenta con un gran espacio donde poder pasear y disfrutar de los paisajes y jardines con variedad de flores de la zona.

## Historia
Fue construida en el siglo XVII para la veneración de Nuestra Señora de los Remedios por iniciativa del Padre Vedmar, debido a los numerosos milagros atribuidos a la imagen, traída por María Calderón desde Granada para la casa de su hermano, Francisco de Toledo.

## Descripción
Está construida con piedra de la zona y ladrillo tocho para los muros y arcos, vigas y planchas de madera y tejas para el tejado y piezas pequeñas de madera, ramas y yeso para las bóvedas y cúpulas encamonadas.

### Exterior
Su fachada es simple, de encalada con una portada, sobre la que se sitúa una ventana adintelada con un frontón triangular, contando a su lado derecho una espadaña con dos campanas terminada en un frontón triangular.

### Interior
Cuenta con planta de cruz latina con una única nave de bóveda de cañón, empezando por un nártex, que sostiene una tribuna-coro y terminando en un presbiterio plano y elevado con respecto al resto del templo, en el que se sitúa la capilla mayor, que tras el retablo del altar mayor alberga en el camarín cuadrado la imagen de Nuestra Señora de los Remedios del (siglo XVI), posiblemente obra de Martín de Aldehuela y patrona coronada de la ciudad. Las paredes están pintadas con frescos del pintor local Evaristo Guerra que representan paisajes de la villa, con lo que es denominada la "Ermita transparente".